# 善悪因果経
『善悪因果経』（ぜんあくいんがきょう）とは6世紀に中国で成立した偽経である。

## 内容
祇樹給孤独園（祇園精舎）にて神々や人々に対し説法する釈迦に対し、アーナンダ（阿難）が世間の人々の間にある境遇の違いはいかなる理由で生じるのかを尋ね、釈迦がそれに答える。
前世での行為が今生でどんな境遇を引き起こすか、今生での行為が来世でどんな境遇を招くか、列挙していく。容姿の美しさは忍辱によるもの、身分の高さは礼拝によるもの、と個別の善行・悪行とそれが招く境遇が明確に対応させてある。
輪廻の中で衆生が受ける苦しみの原因は十悪業にあると説かれる。殺生や邪淫のような罪は人々を地獄道、畜生道、餓鬼道に堕とし、たとえ人として生まれることができても、前世での各悪行に対応する災いをかぶることになる。
以上のような釈迦の説法を聴いていた聴衆の一人に十悪業を犯した人達がおり、彼らは泣き叫んでどんな善行をすれば、先に説かれたような来世の苦しみを避けられるのかを問う。
問いに対し、釈迦は衆生の教化に勤め、福となる業を招くことをすすめる。その方法として塔や寺を建立する事、燈火をつけて明かりをつける事、人に飲食を施す事、等をあげていき、各善行に対応する福徳を告げていく。
釈迦はアーナンダに、この教えを衆生に勧めて読み上げ修行し、苦難から逃れられるようにせよ、と説く。また、この経典を聴いて誹謗する人がいれば、その人の舌は堕ちる、と述べた。アーナンダは釈迦にこの経の名前は何にするか尋ねると、『善悪因果（経）』又は『菩薩発願修行経』であると命名がなされる。
最後に、釈迦がこの経典を説いたとき、聞いていた聴衆のうち、八万人の天女たちは阿耨多羅三藐三菩提心を起こして男性となり、千二百人の悪人たちは毒となる考えを捨てて自身の宿命を知り、多数の善人たちは無生忍（無生法忍、「一切のものは不生不滅である」という真理をさとること）を得、正者たちは浄土に生まれ変わり仏たち菩薩たちと共に過ごすようになり、他の衆生たちも帰宅して大きな福と喜びを得た、と記される。

## 流布
漢文の原典からソグド語、チベット語、モンゴル語、カルムイク語、満州語に訳されたテキストが存在する。
偽経として扱われるようになったため、成立地の中国では散逸してしまったが、敦煌文書の一部として後代に発見されることになる。日本では7世紀から8世紀に伝来し、そのまま現在まで伝えられ保存されてきた。